# Keiko Nagaoka
Keiko Nagaoka (永岡 桂子?, Nagaoka Keiko; Shibuya, 8 dicembre 1953) è una politica giapponese, membro del Partito Liberal Democratico e ministra dell'istruzione dal 2022 al 2023.

## Biografia
Nata a Shibuya l'8 dicembre del 1953, Keiko ha frequentato l'Università di Gakushuin. Nel 1978 si sposa con Yoji Nagaoka, il quale ai tempi lavorava al ministero dell'agricoltura, delle foreste e della pesca. Nel 1995 il marito si è ritirato dal ministero ed è entrato in politica, nel partito Shinshintō. Nel 2003 decide di cambiare e si unisce al Partito Liberal Democratico.
Questo si è suicidato nell'agosto del 2005, probabilmente per il troppo stress dovuto alla politica. Dopodiché, Keiko ha annunciato la sua candidatura alle elezioni dello stesso anno. Nonostante abbia perso il seggio elettorale, riesce comunque a diventare membro della Camera dei rappresentanti giapponese. Si presenta nuovamente in quelle del 2009, quelle del 2012, quelle del 2014 e infine quelle del 2017, ma viene battuta in tutte.
Si candida poi alle elezioni del 2021, riuscendo a vincere dopo quattordici anni di candidature.
Il 10 agosto 2022 entra nel secondo governo di Fumio Kishida grazie ad un rimpasto politico, ricoprendo l'incarico di ministra dell'istruzione, della cultura, dello sport, della scienza e della tecnologia. Rimane al dicastero fino al 13 settembre 2023 a causa di un secondo rimpasto di governo.